# Synapha montana
Synapha montana är en tvåvingeart som beskrevs av Loïc Matile 1992. Synapha montana ingår i släktet Synapha och familjen svampmyggor.
Artens utbredningsområde är Madagaskar. Inga underarter finns listade i Catalogue of Life.